# ABL Playoffs 2017
Vòng play-off ABL 2017 sẽ là giải đấu mùa giải kết thúc mùa giải ABL 2016-17 trong Giải bóng rổ nhà nghề Đông Nam Á thuộc Liên đoàn Bóng rổ ASEAN (ABL). Bốn đội hàng đầu bảng thi đấu tốt nhất đủ điều kiện. Bán kết là một trong những trận thi đấu bộ ba trận, trong khi trận chung kết là một bộ truyện hay nhất. Đội hạt giống cao giữ lợi thế sân nhà, tổ chức các trận đấu thứ nhất và 3 ở bán kết, và các trận đấu nhất, nhì và cuối cùng (5) trong trận chung kết.
Đội Hong Kong Eastern Long Lions và Alab Pilipinas tham dự vòng play-off đầu tiên của mùa giải.. Các trận chung kết cuối cùng của mùa giải năm ngoái, Singapore Slingers, và Saigon Heat cũng có đủ điều kiện. Các nhà vô địch bảo vệ Westports Malaysia Dragons bỏ lỡ trận playoffs lần đầu tiên trong lịch sử giải đấu.
Hong Kong Eastern Long Lions là những nhà vô địch đủ điều kiện cho FIBA Asia Champions Cup 2017 đại điện của Hiệp hội Bóng rổ Đông Nam Á

## Tóm tắt
|  | Bán Kết | Bán Kết           | Bán Kết |           |   | Chung kết         | Chung kết | Chung kết |  |
|  |         |                   |         |           |   |                   |           |           |  |
|  | 1       | Hong Kong Eastern | 3       |           |   |                   |           |           |  |
|  | 1       | Hong Kong Eastern | 3       |           |   |                   |           |           |  |
|  | 4       | Saigon            | 0       |           |   |                   |           |           |  |
|  | 4       | Saigon            | 0       |           | 1 | Hong Kong Eastern | 3         |           |  |
|  |         |                   |         |           | 1 | Hong Kong Eastern | 3         |           |  |
|  |         |                   | 2       | Singapore | 1 |                   |           |           |  |
|  | 2       | Singapore         | 2       | Singapore | 1 | 3                 |           |           |  |
|  | 2       | Singapore         |         |           |   |                   |           |           |  |
|  | 3       | Alab              | 0       |           |   |                   |           |           |  |

### Bán kết

#### Hong Kong Eastern vs. Saigon Heat
| 5 tháng 4 |                                                                                     | Hong Kong Eastern Long Lions | 114–74                                                                         | Saigon Heat |  | Southorn Stadium, Wan Chai |
| 5 tháng 4 | Điểm mỗi set: 24–20, 24–12, 36–21, 30–21                                            |                              |                                                                                |             |  | Southorn Stadium, Wan Chai |
| 5 tháng 4 | Điểm: Marcus Elliott 23 Chụp bóng bật bảng: Josh Boone 11 Hỗ trợ: Marcus Elliott 13 |                              | Điểm: Lenny Daniel 32 Chụp bóng bật bảng: Lenny Daniel 13 Hỗ trợ: 4 cầu thủ, 3 |             |  | Southorn Stadium, Wan Chai |
| 5 tháng 4 | Hong Kong dẫn loạt, 1-0                                                             |                              |                                                                                |             |  | Southorn Stadium, Wan Chai |

| 8 tháng 4 | | Saigon Heat | 79–86                                                                         | Hong Kong Eastern Long Lions |  | CIS Arena, Thành phố Hồ Chí Minh |
| 8 tháng 4 | Điểm mỗi set: 21–25, 27–18, 11–25, 20–18                                                           |             |                                                                               |                              |  | CIS Arena, Thành phố Hồ Chí Minh |
| 8 tháng 4 | Điểm: Lenny Daniel, David Arnold 22 Chụp bóng bật bảng: Jordan Henriquez 19 Hỗ trợ: Lenny Daniel 5 |             | Điểm: Josh Boone 27 Chụp bóng bật bảng: Josh Boone 8 Hỗ trợ: Marcus Elliott 7 |                              |  | CIS Arena, Thành phố Hồ Chí Minh |
| 8 tháng 4 | Hong Kong thắng, 2-0                                                                               |             |                                                                               |                              |  | CIS Arena, Thành phố Hồ Chí Minh |

|  |  | Hong Kong Eastern Long Lions | vs. | Saigon Heat* |  | Southorn Stadium, Wan Chai |

*Nếu cần

#### Singapore vs. Alab
| 2 tháng 4 |                                                                                           | Singapore Slingers | 77–67                                                                                     | Alab Pilipinas |  | OCBC Arena, Kallang |
| 2 tháng 4 | Điểm mỗi set: 19–16, 23–15, 19–18, 16–18                                                  |                    |                                                                                           |                |  | OCBC Arena, Kallang |
| 2 tháng 4 | Điểm: Xavier Alexander 24 Chụp bóng bật bảng: Justin Howard 12 Hỗ trợ: Xavier Alexander 7 |                    | Điểm: Kiefer Ravena 16 Chụp bóng bật bảng: James Hughes 11 Hỗ trợ: Bobby Ray Parks, Jr. 4 |                |  | OCBC Arena, Kallang |
| 2 tháng 4 | Slingers dẫn loạt, 1-0                                                                    |                    |                                                                                           |                |  | OCBC Arena, Kallang |

| 7 tháng 4 |                                                                                       | Alab Pilipinas | 64–82                                                                                    | Singapore Slingers |  | Baliwag Star Arena, Baliuag |
| 7 tháng 4 | Điểm mỗi set: 14–24, 15–23, 22–13, 13–22                                              |                |                                                                                          |                    |  | Baliwag Star Arena, Baliuag |
| 7 tháng 4 | Điểm: Lawrence Domingo 18 Chụp bóng bật bảng: James Hughes 14 Hỗ trợ: Paolo Hubalde 4 |                | Điểm: Xavier Alexander 21 Chụp bóng bật bảng: Justin Howard 16 Hỗ trợ: Josh Urbiztondo 6 |                    |  | Baliwag Star Arena, Baliuag |
| 7 tháng 4 | Slingers thắng, 2-0                                                                   |                |                                                                                          |                    |  | Baliwag Star Arena, Baliuag |

|  |  | Singapore Slingers | vs. | Alab Pilipinas |  | OCBC Arena, Kallang |

*Nếu cần

## Chung kết
| 15 tháng 4 20:00 UTC+8 |                                                                                    | Hong Kong Eastern Long Lions | 76–92                                                                                  | Singapore Slingers |  | Southorn Stadium, Wan Chai |
| 15 tháng 4 20:00 UTC+8 | Điểm mỗi set: 21–24, 20–22, 17–22, 18–24                                           |                              |                                                                                        |                    |  | Southorn Stadium, Wan Chai |
| 15 tháng 4 20:00 UTC+8 | Điểm: Marcus Elliott 20 Chụp bóng bật bảng: Josh Boone 13 Hỗ trợ: Marcus Elliott 7 |                              | Điểm: Justin Howard 45 Chụp bóng bật bảng: Justin Howard 28 Hỗ trợ: Xavier Alexander 8 |                    |  | Southorn Stadium, Wan Chai |

| 18 tháng 4 20:00 UTC+8 |                                                                                   | Hong Kong Eastern Long Lions | 92–84                                                                                     | Singapore Slingers |  | Southorn Stadium, Wan Chai |
| 18 tháng 4 20:00 UTC+8 | Điểm mỗi set: 25–24, 25–16, 20–25, 22–19                                          |                              |                                                                                           |                    |  | Southorn Stadium, Wan Chai |
| 18 tháng 4 20:00 UTC+8 | Điểm: Marcus Elliott 26 Chụp bóng bật bảng: Josh Boone 16 Hỗ trợ: Chan Siu Wing 6 |                              | Điểm: Xavier Alexander 27 Chụp bóng bật bảng: Justin Howard 12 Hỗ trợ: Xavier Alexander 6 |                    |  | Southorn Stadium, Wan Chai |

| 21 tháng 4 20:00 UTC+8 |                                          | Singapore Slingers | 72–76 | Hong Kong Eastern Long Lions |  | OCBC Arena, Kallang |
| 21 tháng 4 20:00 UTC+8 | Điểm mỗi set: 17–12, 23–27, 16–18, 16–19 |                    |       |                              |  | OCBC Arena, Kallang |

| 23 tháng 4 16:00 UTC+8 |                                                    | Singapore Slingers | 80–82(2OT) | Hong Kong Eastern Long Lions | 80-82 | OCBC Arena, Kallang |
| 23 tháng 4 16:00 UTC+8 | Điểm mỗi set: 21–20, 16–19, 22–16, 9–13, OT: 12-14 |                    |            |                              | 80-82 | OCBC Arena, Kallang |
| 23 tháng 4 16:00 UTC+8 | Long Lions thắng chung kết ABL, 3–1                |                    |            |                              | 80-82 | OCBC Arena, Kallang |

- Nễu cần: OT= Over Time(Quá Thời gian)